# Ole Gunnar Fidjestøl
Ole Gunnar Fidjestøl (Kristiansand, 21 de marzo de 1960) es un deportista noruego que compitió en salto en esquí. 
Participó en dos Juegos Olímpicos de Invierno, en los años 1984 y 1988, obteniendo una medalla de bronce en Calgary 1988, en la prueba de trampolín grande por equipo (junto con Ole Christian Eidhammer, Jon Kjørum y Erik Johnsen).
Ganó dos medalla de plata en el Campeonato Mundial de Esquí Nórdico, en los años 1987 y 1989.

## Palmarés internacional
| Juegos Olímpicos   | Juegos Olímpicos  | Juegos Olímpicos  | Juegos Olímpicos |
| Año                | Lugar             | Medalla           | Prueba           |
| ------------------ | ----------------- | ----------------- | ---------------- |
| 1988               | Calgary (Canadá)  | Medalla de bronce | TG por equipos   |
| Campeonato Mundial |                   |                   |                  |
| Año                | Lugar             | Medalla           | Prueba           |
| 1987               | Oberstdorf (RFA)  | Medalla de plata  | TG por equipos   |
| 1989               | Lahti (Finlandia) | Medalla de plata  | TG por equipos   |